# Лунари, Луиджи
Луиджи Лунари (итал. Luigi Lunari, 3 января 1934, Милан — 15 августа 2019, там же) — итальянский драматург, литературный критик и переводчик. Автор более 30 пьес, преимущественно комедийного и сатирического жанра.

## Биография
Родился в 1934 году в Милане. Получил высшее образование юриста, затем стал изучать искусство музыкальной композиции и дирижирования оркестром. В начале 1960-х годов начал интересоваться театром, и в середине 1960-х годов была опубликована его пьеса «Происшествие» (L’incidente). В дальнейшем он стал писать другие комедийные пьесы, зачастую содержащие сатирические элементы. Его пьеса «Трое на качелях» (Tre sull’altalena, 1989) стала широко известна за пределами Италии; она переведена на 21 язык и ставится в театрах разных стран мира. В течение двадцати лет Лунари сотрудничал с Малым театром Милана (il Piccolo Teatro di Milano).
Лунари также занимался преподаванием в университете, литературной критикой и переводческой деятельностью; известен своими переводами Мольера на итальянский язык; опубликовал ряд литературоведческих очерков.

## Творчество
В России пьеса Лунари «Трое на качелях» ставилась в пяти театрах: в Московском театре имени А. С. Пушкина в 2003 году, в Санкт-Петербурге в Театре на Васильевском (премьера 16 мая 2015 г.), в Московском театре «Кураж» (под названием «В ожидании Некто», премьера 10 сентября 2014 г.), Иркутском академическом драматическом театре им. Н. П. Охлопкова (премьера состоялась 27 ноября 1998 г), в Малом театре Великого Новгорода, в постоянный репертуар которого пьеса входит с 2004 года, причём в Великом Новгороде эта пьеса была поставлена самим автором через интернет. Лунари прислал из Милана в Новгород свой экземпляр пьесы, изданной на русском языке. В пометках на страницах книги итальянский драматург обратил внимание труппы на ключевые, по его мнению, моменты в спектакле, а также снабдил текст своими размышлениями. Подготовка к первой постановке пьесы контролировалась через интернет автором, который по ходу подготовки вносил свои коррективы. Как писал по электронной почте Лунари, у него было горячее желание лично присутствовать на премьере своей пьесы в Новгороде, но он не смог приехать в связи с ухудшившимся состоянием здоровья.
29 марта 2013 года в Старокупавинском театре «Ника» состоялась премьера спектакля «Некто» по мотивам пьесы Луиджи Лунари «Трое на качелях» (режиссёр — И. И. Казаку).
10 сентября 2014 в Московском театре «Кураж» состоялась премьера спектакля «В ожидании Некто» по пьесе Луиджи Лунари «Трое на качелях». В Екатеринбурге на сцене театра "Щелкунчик" 20 ноября 2019 года состоялась премьера спектакля «Трое на качелях» в постановке Антрепризы Лиховской (Екатеринбургское театральное агентство). 
На Украине в 2005 году Харьковский театр Театр 19 ставит спектакль «Двери» по пьесе «Трое на качелях».
В 2014 году в Санкт-Петербургском драматическом театре имени графини С. В. Паниной режиссёром Алексеем Истоминым поставлена феерическая комедия Лунари «Инцидент» (16+). Спектакль-буффонада с элементами мюзикла представляет собой гротескное осмысление, к каким судьбоносным последствиям для круга внешне благопристойных семейств может привести один случайный «инцидент» личного характера — потеря трусиков молодой обольстительной замужней дамой из-за внезапно лопнувшей на общественном мероприятии резинки.

## Наиболее известные пьесы
«Трое на качелях»; перевод — Николаев Валерий
«История любви»; перевод — Николаев Валерий
«Сенатор Фокс»; перевод — Николаев Валерий
«Во имя отца»; перевод — Николаев Валерий
«Последняя победа»; перевод — Николаев Валерий
«У реки, под мостом…»; перевод — Николаев Валерий
«Инцидент»; перевод — Николаев Валерий